# Hollys hjältar
Hollys Hjältar (engelska Holly's Heroes) var en australiensk TV-serie. Den visades för första gången 2005. I Sverige sänds programmet på Barnkanalen. Serien innehåller 26 avsnitt, och handlar om 14-årige Holly McKenzie som precis har flyttat från Nya Zeeland till Australien. Hon var stjärna i basket hemma på Nya Zeeland, men i Australien kommer hon inte med i stans enda basketklubb, The Rams. Coachen, Alan Petersen, vill inte ha med Holly i laget. Holly försöker nu grunda sitt eget lag, "The Outlaws".  